# Regionale Entwicklungskooperation Weserbergland plus
Die Regionale Entwicklungskooperation Weserbergland plus ist eine in den 1990er Jahren begründete zusammenarbeitende Gruppe der Landkreise Hameln-Pyrmont, Holzminden und  Schaumburg, seit 2006 auch Landkreis Nienburg/Weser. Alle Landkreise liegen im Weserbergland.
Das Regionale Entwicklungskonzept der Kooperation fordert neben dem Ziel der Förderung der regionalen Klein- und Mittelbetriebe aus überregionalen Quellen und der Ausnutzung der Standortvorteile der einzelnen Landkreise aktuell auch eine eigenständig regionale Förderung.
Im EU-Projekt ESSPO (Efficient support services portfolios for SMEs, deutsch etwa Effiziente Unterstützungsdienstesammlung für kleine und mittlere Unternehmen) vertritt seit 2017 die Regionale Entwicklungskooperation Weserbergland plus die Bundesrepublik Deutschland, gefördert durch das EU-Programm  INTERREG Europe.
In ungleichmäßigen Abständen werden Regionalkonferenzen veranstaltet, die an regionale Entscheidungsträger gerichtet, aber grundsätzlich für alle interessierten Bürgerzugänglich ist.